# تنين سلافي

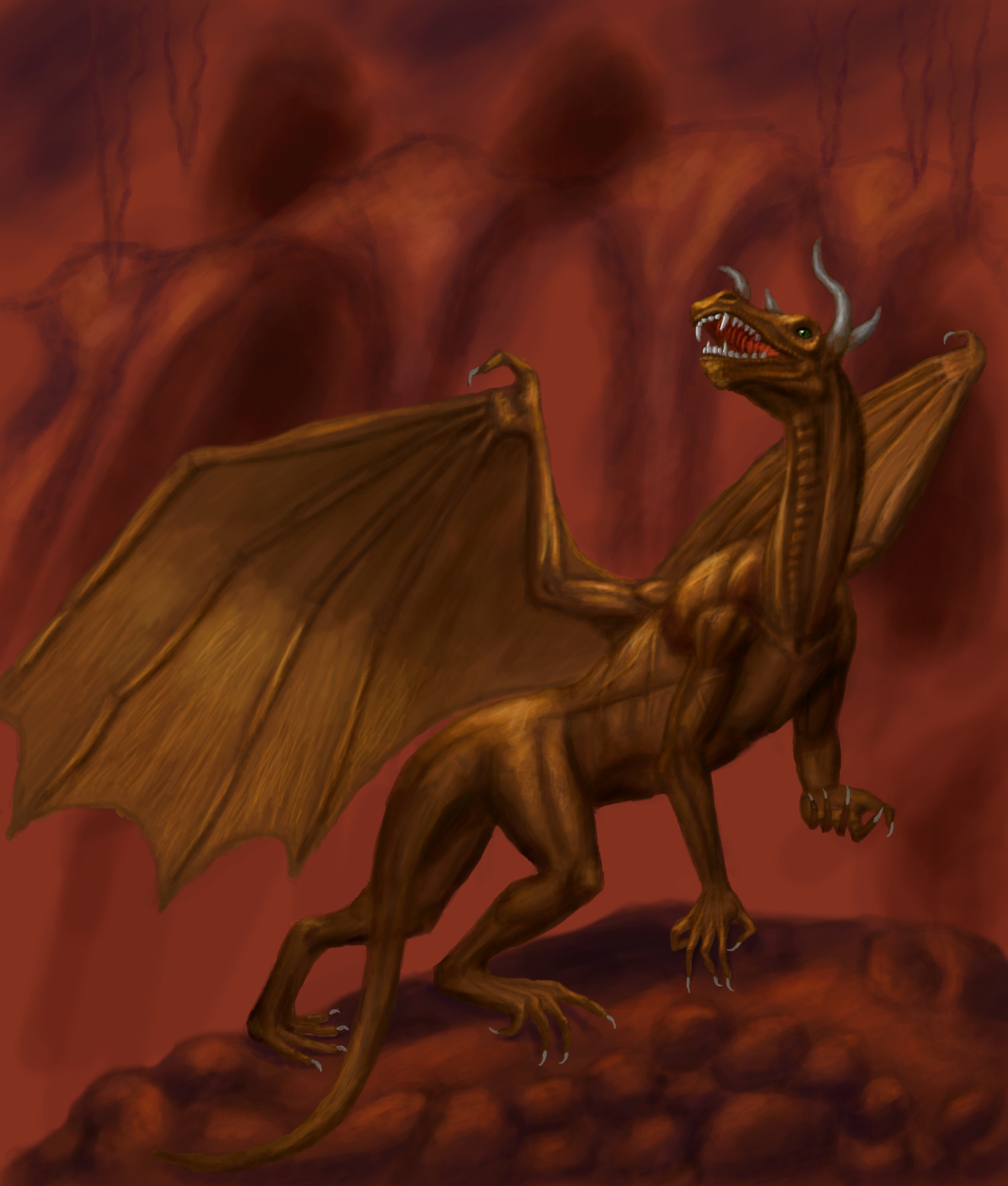
رسم تخيلي للتنين السلافي.

يُشير التنين السلافي إلى أي تنين في الأساطير السلافية، ومن بين أشهر تسمياته الـ "جميج" في بولندا، والـ "زميي" (أو زمي؛ змей) في روسيا، والـ "زميي" (змій) في أوكرانيا، إلى جانب نظائره في الثقافات السلافية الأخرى. يتميز شكله بمزيج من التنين التقليدي والثعبان، فيبدو كثعبان مجنح، وأحيانًا يُصور بساقين أو بأكثر من رأس. ويمكن مقارنته بالكويتزالكواتل (الثعبان ذو الريش) في الديانة الأزتكية أو عصا هرمس، رمز الإله السومري إنكي، الذي استُعير لاحقًا في الأساطير اليونانية.  
يُعتبر الـ "زمايو" الروماني قريبًا من التنانين السلافية، رغم وجود فرضيات تشير إلى أصله اللغوي المختلف.  
يظهر الـ "زميي" أحيانًا كوحش، وأحيانًا أخرى في شكل بشري، حيث يأخذ هيئة التنين أثناء الطيران لكنه يتقمص مظهر الإنسان على الأرض. وفي بعض الحكايات، يتودد إلى النساء، إلا أنه غالبًا ما يكون الخصم الرئيس في الأدب الروسي. أما في البلقان، فيُنظر إلى الـ "زميي" عمومًا على أنه كائن خيّر، على عكس التنانين الشريرة التي تُعرف بأسماء مثل لاميا، ألا أو هالا، وأزداجا.  
من التنانين السلافية الأخرى الـ "سموك" البولندي، مثل تنين فافيل في كراكوف، إلى جانب الـ "سموك" (смок) في أوكرانيا وبيلاروسيا، أو "تسموك" (цмок). وقد يكون الـ "سموك" وفقًا لبعض التقاليد السلافية في البداية مجرد ثعبان عادي يتحول إلى تنين مع تقدمه في العمر.  
من الأساطير الشائعة حول التنانين السلافية اعتبارها سادة الطقس أو مصادر المياه، وأنها تبدأ حياتها كثعابين قبل أن تتحول، كما يمكن لكل من الذكور والإناث منها الارتباط رومانسيًا بالبشر.